# Чемпионат Скандинавии среди легковых автомобилей
Чемпионат Скандинавии по шоссейно-кольцевым гонкам среди легковых автомобилей (англ. Scandinavian Touring Car Championship или просто STCC) — это туринговое автомобильное первенство, существующее с 2010 года.

## Общая информация

### История чемпионата
Серия рождена в 2010 году, когда руководство датского и шведского туринговых первенств решили объединиться в один чемпионат. Технические требования Датского и Шведского чемпионатов были одинаковыми с сезона 2004 года, соответствуя требованиям FIA S2000. Пробный сезон прошёл в формате кубка: национальные первенства продолжили существовать, но обе серии получили часть общих этапов.
Удачно проведя тестовый год, в 2011 году скандинавская серия поглотила чемпионаты Швеции и Дании и стала полноценным первенством. Однако уже в 2011 в чемпионате практически не участвовали датские гонщики, отказавшиеся ездить на шведские этапы. В 2012 году эта тенденция продолжилась. Кроме того чемпионат покинула и половина шведских команд, создав конкурирующую серию TTA. В данный момент стартовые решётки этапов Скандинавского чемпионата не набирают более 14 автомобилей.

### Очковая система
Серия заимствовала систему, применяемую в чемпионатах под эгидой FIA. Было внесено лишь одно изменение — полновесные очки присуждались за места в обеих гонках. При равенстве очков выше становился тот пилот, кто выше финишировал в последней гонке.
- Детальная схема присуждения очков в серии такова:

|       | 1  | 2  | 3  | 4  | 5  | 6 | 7 | 8 | 9 | 10 |
| ----- | -- | -- | -- | -- | -- | - | - | - | - | -- |
| Гонка | 25 | 18 | 15 | 12 | 10 | 8 | 6 | 4 | 2 | 1  |

## Чемпионы серии
| Сезон | Пилот-чемпион           | Марка                   | Команда-чемпион                |
| ----- | ----------------------- | ----------------------- | ------------------------------ |
| 2010  | Роберт Дальгрен         | Volvo C30               | Polestar Racing                |
| 2011  | Рикард Рюделл           | Chevrolet Cruze         | Chevrolet Motorsport Sweden    |
| 2012  | Юхан Кристофферссон     | Volkswagen Scirocco     | Volkswagen Team Biogas         |
| 2013  | Тед Бьорк               | Volvo S60 TTA           | Polestar Racing                |
| 2014  | Тед Бьорк (2)           | Volvo S60 TTA           | Polestar Racing                |
| 2015  | Тед Бьорк (3)           | Volvo S60 TTA           | Polestar Racing                |
| 2016  | Ричард Горанссон        | Volvo S60 TTA           | Polestar Racing                |
| 2017  | Роберт Дальгрен (2)     | SEAT León               | Volkswagen Dealer Team Sweden  |
| 2018  | Юхан Кристофферссон (2) | Volkswagen Golf GTI TCR | Volkswagen Dealer Team BAUHAUS |